# Eloria burityensis
Eloria burityensis är en fjärilsart som beskrevs av Collenette 1950. Eloria burityensis ingår i släktet Eloria och familjen tofsspinnare. Inga underarter finns listade i Catalogue of Life.